# Cassadee Pope
Cassadee Blake Pope (West Palm Beach, Florida; 28 de agosto de 1989) es una cantante, compositora y música estadounidense, exvocalista y compositora de la banda de pop punk Hey Monday. 
Actualmente, se ha lanzado como solista, después de ganar la tercera temporada del programa The Voice.

## Biografía
Cassadee Blake Pope nació el 28 de agosto de 1989 en West Palm Beach, Florida, Estados Unidos. Su hermana mayor, Ashley, también es cantante. Su padre las abandonó, así que fueron criadas por su madre.

## Carrera musical

### Carrera con Hey Monday
Pope comenzó cantando en algunos locales. Empezó su carrera como cantante en la premiada escuela St. Ann Jazz Band, mientras que estaba en la escuela secundaria de West Palm Beach. Al mismo tiempo, en Wellington, Florida, Pope formó la banda Blake (titulado debido a su segundo nombre) con su mejor amigo, Mike Gentile. El proyecto se disolvió antes de conseguir una compañía discográfica. En el 2008, ella y Gentile, junto a Alex Lipshaw, Michael «Jersey» Moriarty y Elliot James, fundaron la banda de pop rock Hey Monday. El 7 de octubre de 2008, Hey Monday lanzó su primer álbum, Hold on Tight. Cassadee escribió dos canciones y coescribió las otras nueve. A finales de 2009, Pope confirmó en su Twitter que Elliot James abandonó la banda. Tuvo una aparición como ella misma en la serie Degrassi: The Next Generation, junto a Pete Wentz. Con Hey Monday siendo patrocinado por la compañía de ropa Glamour Kills, Pope posteriormente ha modelado para dicha tienda en línea. En 2010, tocaron en el Warped Tour. El 15 de marzo de 2010, Cassadee anunció vía Twitter que Hey Monday había terminado de grabar las canciones para su primer EP, Beneath It All, y que iba a ser lanzado el 17 de agosto de 2010. 
También hace una breve aparición en el CD/ DVD de All Time Low, lanzado en mayo de 2010. Ha cantado en vivo para The Academy Is..., All Time Low, We The Kings, Attack Attack!, The Cab, Cobra Starship, Fall Out Boy y This Providence.

### Carrera solista
El 16 de diciembre de 2011 se anunció a través de distintos medios que Hey Monday entraba en hiato.
El EP debut de Pope fue lanzado el 22 de mayo. Fue llamado "CASSADEE POPE EP». Incluye cuatro canciones inéditas, solo escuchadas en su acoustic solo tour, «Original Love» «Secondhand» «I Guess We're Cool» y «Told You So». 
Cassadee audicionó para la tercera temporada de la famosa competencia de canto, The Voice, y su audición fue emitida por NBC el martes 25 de septiembre de 2012. Luego de cantar «Torn» de Natalie Imbruglia, todos los entrenadores le ofrecieron un lugar en sus equipos. Finalmente, Pope decidió unirse al equipo de Blake Shelton. Ganó en la ronda de batallas cantando «Not Over You» contra a Ryan Jirovec y luego ganó en la Ronda Knockout cantando «Payphone» contra Suzanna Choffel. En su primera presentación en vivo, cantó «My Happy Ending» y fue votada por los espectadores para avanzar a la siguiente etapa. Cassadee cantó «Behind These Hazel Eyes» en su segundo show, y fue nuevamente votada por el público. De este modo, Cassadee continuó avanzando en la competencia, siendo salvada por el voto del público, y ubicándose en siete ocasiones, en el Top 10 de iTunes. El 18 de diciembre de 2012, fue coronada como la tercera ganadora de The Voice, después de cantar con la banda The Killers, Kelly Clarkson y con su ídola de toda la vida, Avril Lavigne, siendo la primera mujer en obtener el título en la versión estadounidense. Terry McDermott y Nicholas David, la acompañaron en la final, ubicándose en el segundo y tercer lugar, correspondientemente.
El 31 de mayo de 2013, lanzó su sencillo debut, Wasting All These Tears, el cual vendió 125 mil copias en su primera semana y el 8 de octubre del mismo año, lanzó su álbum debut, Frame By Frame.

### Actuaciones/resultados
–  La canción ingresó al Top 10 de iTunes
Actuaciones de competencia
| Etapa                    | Episodio | Canción                             | Artista Original  | Resultado                  |
| ------------------------ | -------- | ----------------------------------- | ----------------- | -------------------------- |
| Blind Audition           | 7        | "Torn"                              | Natalie Imbruglia | Ingresa al Equipo de Blake |
| Ronda de Batallas        | 14       | "Not Over You"                      | Gavin DeGraw      | Avanza a Ronda Knockout    |
| Ronda Knockout           | 17       | "Payphone"                          | Maroon 5          | Avanza a Ronda en vivo     |
| Ronda en vivo, Play-Offs | 18       | "My Happy Ending"                   | Avril Lavigne     | Avanza a Top 12            |
| Ronda en vivo, Top 12    | 21       | "Behind These Hazel Eyes"           | Kelly Clarkson    | Avanza a Top 10            |
| Ronda en vivo, Top 10    | 23       | "Over You"                          | Miranda Lambert   | Avanza a octavos de final  |
| Octavos de final, Top 8  | 25       | "Are You Happy Now?"                | Michelle Branch   | Avanza a cuartos de final  |
| Cuartos de final, Top 6  | 27       | "Stand"                             | Rascal Flatts     | Avanza a la Semifinal      |
| Cuartos de final, Top 6  | 27       | "I'm With You"                      | Avril Lavigne     | Avanza a la Semifinal      |
| Semifinal, Top 4         | 29       | "Stupid Boy"                        | Keith Urban       | Avanza a la Final          |
| Final, Top 3             | 31       | "Over You"                          | Miranda Lambert   | Ganadora                   |
| Final, Top 3             | 31       | "Steve McQueen" (con Blake Shelton) | Sheryl Crow       | Ganadora                   |
| Final, Top 3             | 31       | "Cry"                               | Faith Hill        | Ganadora                   |

Actuaciones fuera de competencia
| Etapa                    | Episodio | Canción                                                               | Artista Original         |
| ------------------------ | -------- | --------------------------------------------------------------------- | ------------------------ |
| Ronda en vivo, Play-Offs | 18       | "Peace of Mind" (con su equipo y el equipo de Adam)                   | Boston                   |
| Ronda en vivo, Play-Offs | 19       | "Stronger" (con su equipo y el equipo de Adam)                        | Kelly Clarkson           |
| Ronda en vivo, Top 12    | 22       | "Life Is a Highway" (con su equipo y Blake Shelton)                   | Tom Cochrane             |
| Ronda en vivo, Top 10    | 24       | "Hit Me with Your Best Shot" (con su equipo y el equipo de Christina) | Pat Benatar              |
| Octavos de final, Top 8  | 25       | "Move Along" (con Dez Duron, Melanie Martínez y Terry McDermott)      | The All-American Rejects |
| Octavos de final, Top 8  | 26       | "Hate That I Love You" (con Dez Duron)                                | Rihanna                  |
| Cuartos de final, Top 6  | 28       | "Breakaway" (con Amanda Brown)                                        | Kelly Clarkson           |
| Semifinal, Top 4         | 29       | "White Christmas" (con su equipo y Blake Shelton)                     | Bing Crosby              |
| Semifinal, Top 4         | 30       | "Little talks" (con Terry McDermott)                                  | Of Monsters and Men      |
| Final, Top 3             | 32       | "Here with Me" (con The Killers)                                      | The Killers              |
| Final, Top 3             | 32       | "It's Time" (con Melanie Martínez, De'Borah y Liz Davis)              | Imagine Dragons          |
| Final, Top 3             | 32       | "I'm With You" (con Avril Lavigne)                                    | Avril Lavigne            |

## Vida personal
Mantuvo una relación con Rian Dawson, baterista de la banda All Time Low.
Actualmente mantiene una relación con el actor británico Sam Palladio.

## Discografía

### Álbum de estudio
| Título         | Álbum                                                                                               |
| -------------- | --------------------------------------------------------------------------------------------------- |
| Frame by Frame | - Fecha: 8 de octubre de 2013 - Discográfica: Republic Nashville - Formatos: CD, Descarga de música |

### Hey Monday
| Fecha de Lanzamiento | Título         | Compañía discográfica |
| -------------------- | -------------- | --------------------- |
| 2008                 | Hold on Tight  | Columbia/Decaydance   |
| 2010                 | Beneath It All | Columbia/Decaydance   |
| 2011                 | Candles - EP   | Columbia/Decaydance   |